# کاخ صلح
کاخ صلح (هلندی: Vredespaleis) با تلفظ ([ˈvre:dəspaˌlɛis]) یک ساختمان اداری بین‌المللی در لاهه، هلند است. این ساختمان محل استقرار: دیوان بین‌المللی دادگستری (که نهاد اصلی قضایی سازمان ملل است)، دیوان دائمی داوری (PCA)، آکادمی حقوق بین‌الملل لاهه و کتابخانه کاخ صلح است.
کاخ صلح در ۲۸ اوت ۱۹۱۳ رسماً افتتاح شد و در اصل برای تأمین مقر دیوان دائمی داوری PCA ساخته شده‌بود؛ دادگاهی که برای پایان دادن به جنگ بنا بر کنوانسیون لاهه ۱۸۹۹، ایجاد شد. اندرو دیکسون وایت، که تلاش‌های او در ایجاد دادگاه بسیار مؤثر بود،برای ساخت کاخ صلح ۱٫۵ میلیون دلار آمریکا (۴۰٬۰۰۰٬۰۰۰ دلار، با توجه به تورم تنظیم شده) از سوی فرد بزرگ صنایع فولاد اسکاتلندی-آمریکایی اندرو کارنگی تأمین شد. نشان میراث اروپا در ۸ آوریل ۲۰۱۴ به کاخ صلح اعطا شد.